# 1381년

## 연호
- 명(明) 홍무(洪武) 14년
- 북원(北元) 천원(天元) 3년
- 일본(日本) 남조(南朝) 덴주(天授) 7년 / 고와(弘和) 원년
- 일본(日本) 북조(北朝) 고랴쿠(康暦) 3년 / 에이토쿠(永徳) 원년
- 쩐 왕조(陳朝) 쓰엉푸(昌符) 5년

## 기년
- 명(明) 태조 홍무제(太祖 洪武帝) 14년
- 북원(北元) 천원제(天元帝) 3년
- 고려(高麗) 우왕(禑王) 7년
- 쩐 왕조(陳朝) 영덕왕(靈德王) 5년

## 사건
- 잉글랜드에서 와트 타일러의 난이 일어났다.